# Лин Лунь
Лин Лунь (кит. трад. 伶倫) — персонаж китайской мифологии, основоположник музыки в Древнем Китае.
В Анналах Люй Бувэя описано, как Хуан-ди дал Лин Луню указание изготовить люй (флейту). Лин нашел подходящий бамбук, а затем изготовил 12 трубок, высоту нот которых подобрал, вдохновившись пением пары фениксов (самца и самки). Нечетные звуки воплощали светлое мужественное начало (янь), а четные звуки - начало инь. Хуан-ди приказал отлить колокола, гармонирующие со звучанием пяти нот.

Хуан-ди некогда повелел Лин Луню изготовить люй. Лин Лунь пустился в путь от западного склона, гор Дася и достиг северного склона горы Юаньюй. Взял бамбук из лощины Сеси, отобрав стебель с крупными и равными полостями, и разрубил его между коленцами. Его длина равнялась трем цуням и девяти фэням; когда в него дули, он издавал тон гун Желтого Колокола. Лин Лунь дунул в него и сказал: «Это и нужно!» Затем он сотворил двенадцать трубочек. А когда услышал у подножия горы Юаньюй пение пары фениксов, он стал различать двенадцать тонов-люй. Шесть он настроил по пению самца, шесть—по пению самки, приведя их в соответствие с тоном гун Желтого Колокола. Посему говорят: гун—корень мужским и женским тонам. Хуан-ди повелел также Лин Луню отлить совместно с Юн Цзяном двенадцать колоколов, гармонировавших с пятью нотами, для исполнения торжественной музыки. В день и-мао второй луны весны, когда солнце было в Куй, впервые сыграли на них, и музыку назвали «Сянь чи»— Люйши Чуньцю, https://philosophy.ru/upload/iblock/a2a/a2a1058b1c17be386e0111ad831d43ee.pdf
Все описываемые события легли в основу Системы 12 люй.
Персонаж Лин Луня появляется в фильме Билл и Тед снова в деле (роль актрисы Шэрон Ги).